# 1957 v hudbě

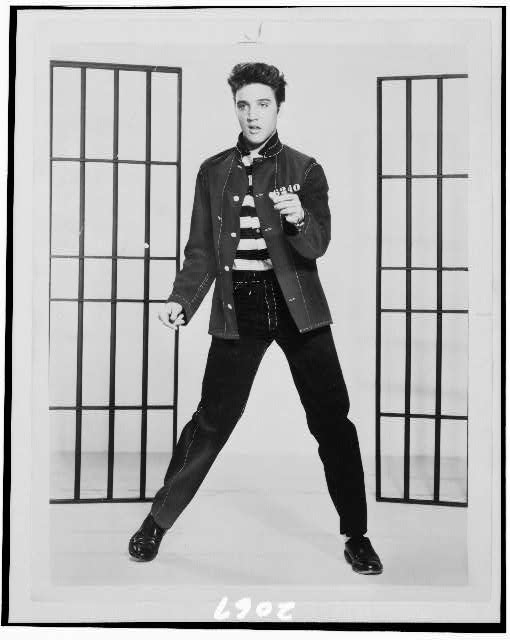
Elvis Presley vydal v roce 1957 pět alb

Tento článek obsahuje události související s hudbou, které proběhly v roce 1957.

## Události
- Paul Simon a Art Garfunkel se pojmenovali Tom a Jerry a začali tak svou hudební kariéru.
- Leonard Bernstein dokončil muzikál West Side Story.
- Jerry Lee Lewis začal svou hudební kariéru
- Patsy Cline začala svou hudební kariéru

## Vydaná alba
- Blue Train – John Coltrane
- Close to You and More – Frank Sinatra
- Coltrane – John Coltrane
- Ella and Louis Again – Ella Fitzgerald, Louis Armstrong
- Ella Fitzgerald Sings the Duke Ellington Songbook – Ella Fitzgerald, Duke Ellington
- Ella at the Opera House – Ella Fitzgerald
- Like Someone in Love – Ella Fitzgerald
- Porgy and Bess – Ella Fitzgerald, Louis Armstrong
- Elvis' Christmas Album – Elvis Presley
- Here's Little Richard – Little Richard
- Patsy Cline – Patsy Cline
- A Jolly Christmas From Frank Sinatra – Frank Sinatra
- Loving You – Elvis Presley
- Moanin' The Blues – Hank Williams
- Pal Joey with Frank Sinatra
- Pat – Pat Boone
- Pat Boone Sings Irving Berlin – Pat Boone
- Please, Please, Please – James Brown
- Rockin' the Oldies – Bill Haley & His Comets
- A Swingin' Affair! – Frank Sinatra
- Where Are You? – Frank Sinatra
- The Wildest! – Louis Prima

## Největší hity
- All Shook Up – Elvis Presley
- An Affair To Remember – Nat King Cole
- Around The World – Nat King Cole
- Blueberry Hill – Fats Domino
- Diana – Paul Anka
- Everyday – Buddy Holly
- Fascination –  Nat King Cole
- Great Balls Of Fire – Jerry Lee Lewis
- Kisses Sweeter Than Wine – Jimmie Rodgers
- Loving You – Elvis Presley
- Lucille – Little Richard
- Not Fade Away – Buddy Holly
- Oh Boy – Buddy Holly
- Peggy Sue – Buddy Holly
- Rock And Roll Music – Chuck Berry
- So Rare – Jimmy Dorsey
- Stardust – Nat King Cole
- Teddy Bear – Elvis Presley
- Too Much – Elvis Presley
- Treat Me Nice – Elvis Presley
- Tutti Frutti – Little Richard
- Walkin' After Midnight – Patsy Cline
- When I Fall in Love – Nat King Cole
- Whole Lotta Shakin' Goin' On – Jerry Lee Lewis
- Why Baby, Why – Pat Boone
- Willie and the Hand Jive – Johnny Otis
- Witchcraft – Frank Sinatra
- You Send Me – Sam Cooke

## Vážná hudba
- Dmitrij Šostakovič – Symphony No. 11 G minor, Op. 103

## Narození
- 1. září – Gloria Estefan
- 22. září – Nick Cave
- 18. prosince – Marek Eben
- 19. února – Falco

## Úmrtí
- 12. června – Jimmy Dorsey, kapelník jazzového orchestru
- 20. září – Jean Sibelius, skladatel